# Fredrik Larsson (racerförare)
Fredrik Larsson, född 3 september 1976 i Falkenberg, är en svensk racerförare. Larsson vann Barber Dodge Pro Series i USA år 1996 och har tävlat inom såväl formelbilsracing, som standardvagns- och GT-racing. Under säsongen 2014 tävlade han i Scandinavian Touring Car Championship för WestCoast Racing. Säsongerna 2016 och 2017 vann han GTA-klassen i Swedish GT Series tillsammans med Ingvar Mattsson.

## Racingkarriär

### Formelbilskarriären (1994-1999)
Larsson inledde sin karriär inom formelbilsracing år 1994 i Formula Ford Sweden Junior. Han lyckades vinna mästerskapet redan första året och gav sig sedan iväg till USA för att tävla i Barber Dodge Pro Series. Under sin första säsong där tog han tre pole position, vann ett race och kom på pallen i ytterligare tre. Han slutade säsongen på femte plats, placeringen före sin landsman Mattias Andersson och valde att fortsätta i den serien ytterligare ett år. År 1996 vann Larsson mästerskapet före norrmannen Thomas Schie, efter att ha vunnit fem av säsongens tolv race. Larsson fortsatte sedan till Indy Lights 1997, där han tog två pallplatser för Stefan Johansson Motorsports. Efter det blev det inte mycket tävlande för Larsson; 1997 gjorde han ett inhopp i Swedish Touring Car Championship, 1998 körde han två race i Camaro Cup och 1999 blev det lite tävlande i Renault Sport Clio Trophy.

### Comeback och GT-racing (2009-2011)

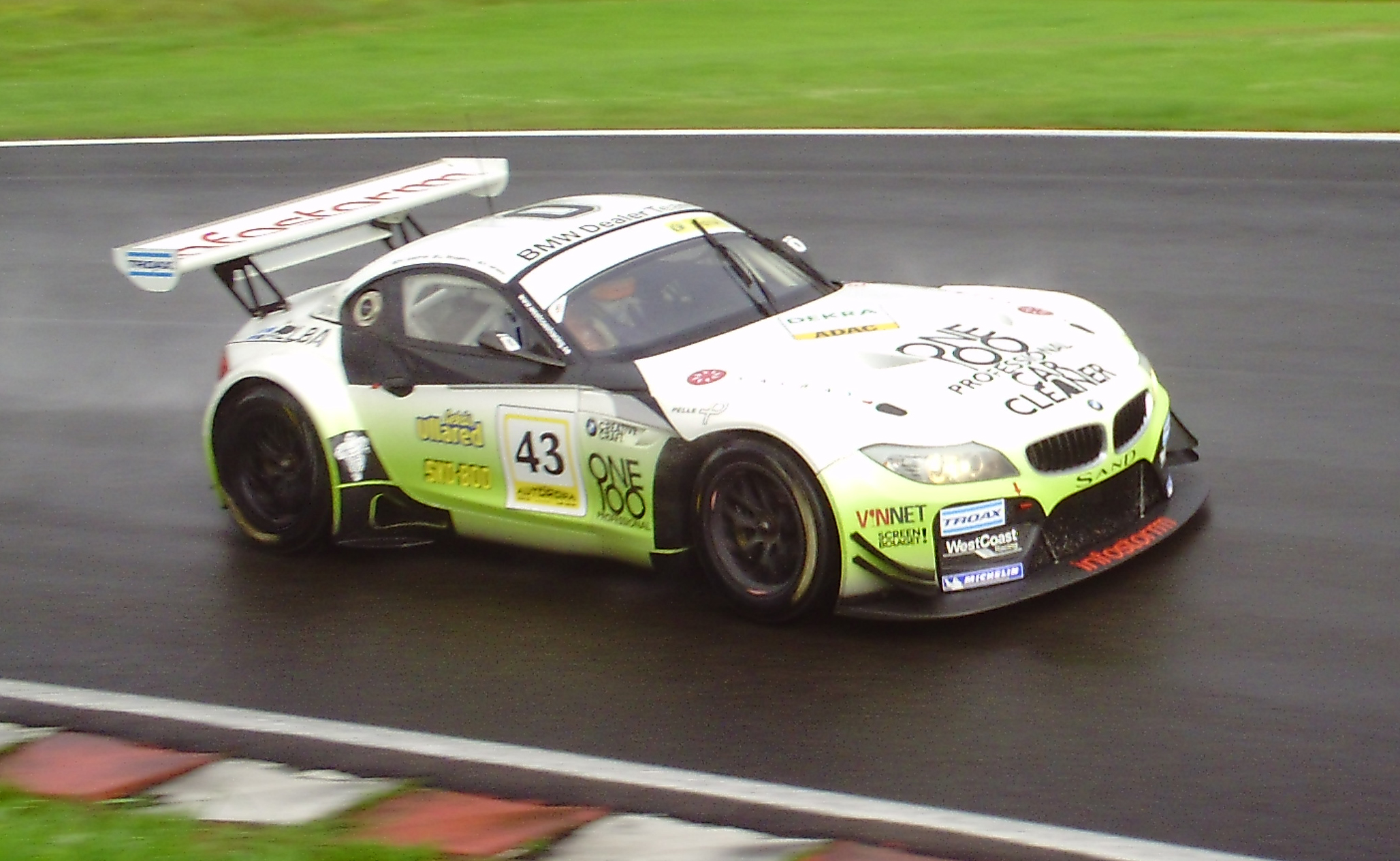
Larsson eller Lestrup i Swedish GT Series på Falkenbergs Motorbana 2011.

Larsson gjorde en comeback år 2009, då han tävlade i Porsche Carrera Cup Scandinavia. Han lyckades vinna sex race och missade bara pallen i fem av säsongens sexton tävlingar. I mästerskapet blev han bara slagen av Robin Rudholm och den tidigare speedwayföraren Tony Rickardsson, vilket resulterade i en total tredjeplats. Larsson fortsatte i samma mästerskap även 2010 och vann detta år hela nio av säsongens tretton race. Trots det blev han endast tvåa bakom Robin Rudholm, som bara hade tre segrar. Under året tävlade Larsson även i det nystartade Swedish GT Series, i en Porsche 911 GT3 Cup 997. Han lyckades vinna ett race tillsammans med Ingvar Mattsson och dessa slutade på delad sjundeplats totalt. Han körde även ett race i dieselklassen i VLN Endurance, som han också vann.
Under 2011 fick Larsson förfrågan om att köra WestCoast Racings BMW Z4 GT3 i Swedish GT Series. Han tackade ja till erbjudandet och tävlade där tillsammans med Fredrik Lestrup i GTA-klassen under året. Hans första tävling körde han på Falkenbergs Motorbana, vilken de även vann i ett regnkaos som slutade med att loppet rödflaggades när ungefär fem minuter återstod. Larsson och Lestrup vann sedan de två återstående tävlingarna på Anderstorp Raceway och Ring Knutstorp, och Larsson slutade på fjärde plats i förarmästerskapet. Han tävlade även i VLN Endurance och körde Nürburgring 24-timmars tillsammans med Edward Sandström, Tommy Milner och Claudia Hüntgens. De tvingades dock bryta efter en kollision.

### TTA – Elitserien i Racing (2012)

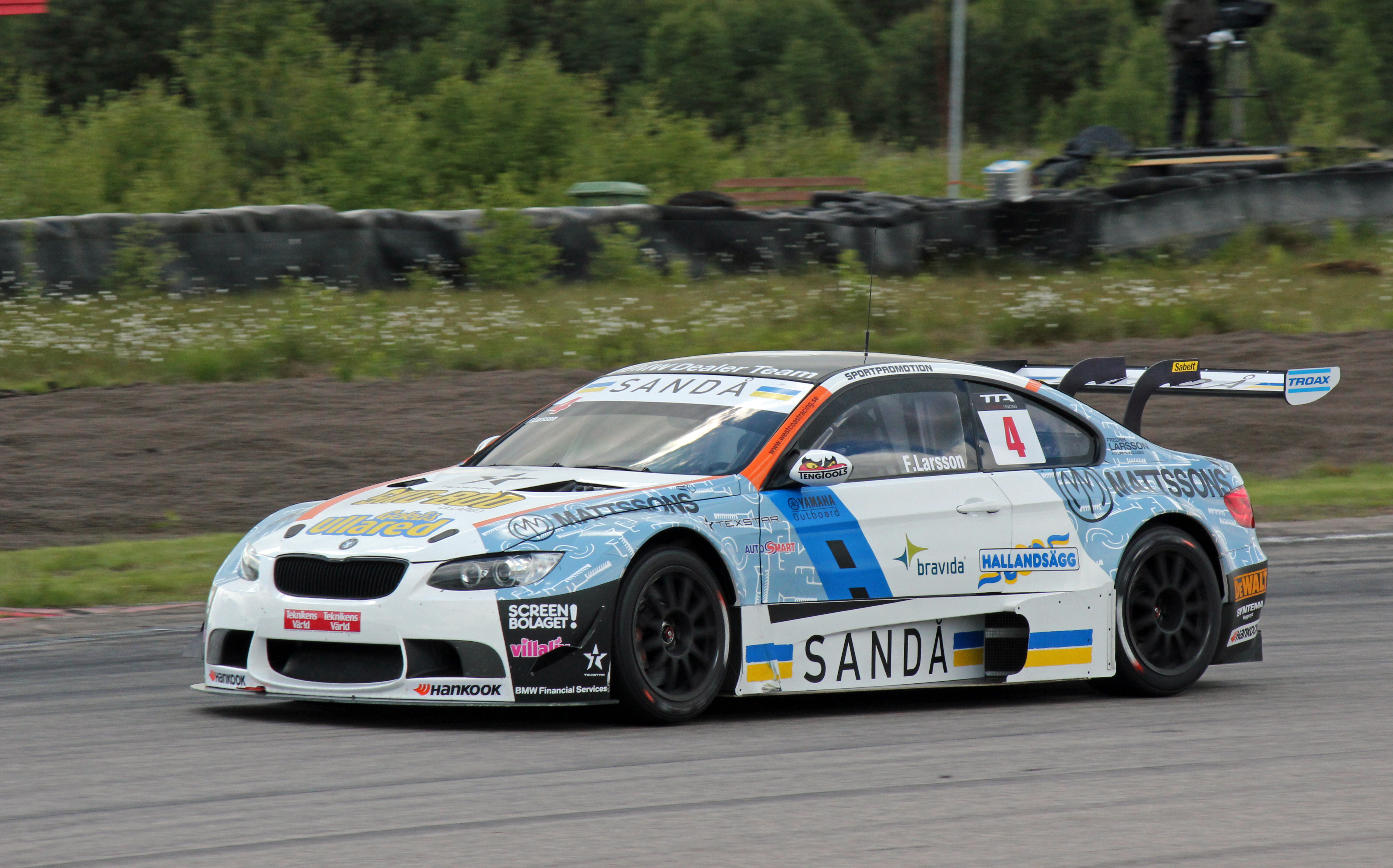
Fredrik Larsson i TTA – Elitserien i Racing på Anderstorp Raceway 2012.

Till säsongen 2012 startades ett nytt standardvagnsmästerskap i Sverige, TTA – Elitserien i Racing, som en utbrytarserie från Scandinavian Touring Car Championship. Larsson fick där kontrakt med WestCoast Racing för att köra en av deras fyra bilar med BMW-kaross. Under den andra tävlingshelgen, som gick på Anderstorp Raceway, tog han sin första pallplats; en tredjeplats bakom Fredrik Ekblom och Robert Dahlgren. Under den sjätte tävlingshelgen, som också gick på Anderstorp Raceway, tog han sin första seger och pole position i serien. Larsson slutade på fjärde plats i mästerskapet med 85 poäng.

### Scandinavian Touring Car Championship (2013-)
Till säsongen 2013 slogs TTA - Elitserien i Racing och Scandinavian Touring Car Championship ihop under namnet STCC, med samma bilar som i TTA året innan. Larsson fortsatte köra för WestCoast Racing, tillsammans med Richard Göransson. Under den första tävlingshelgen på Ring Knutstorp tog han en pole position och två tredjeplatser. På Solvalla blev han diskvalificerad efter att ha ignorerat ett drive-through-straff. Under första loppet på Falkenbergs Motorbana tog han pole position och ledde loppet när hans bakruta plötsligt släppte, vilket gjorde att han blev tvungen att bryta. Larsson slutade på sjätte plats i mästerskapet med 105 poäng efter åtta tävlingshelger och tolv lopp. Under 2014 fortsätter han i STCC för WestCoast Racing.

### Karriärstatistik
| År                                               | Klass/Mästerskap                            | Team                               | Bil                     | Totalt/poäng | Bästa placering                     |
| ------------------------------------------------ | ------------------------------------------- | ---------------------------------- | ----------------------- | ------------ | ----------------------------------- |
| 1994                                             | Formula Ford Sweden Junior                  | Team Itchi Ban                     | ?                       | 1:a/66p      | Åtta segrar                         |
| 1995                                             | Barber Dodge Pro Series                     | ?                                  | ?                       | 5:a/105p     | 1:a på ?                            |
| 1996                                             | Barber Dodge Pro Series                     | ?                                  | ?                       | 1:a/163p     | Fem segrar                          |
| 1997                                             | CART PPG/Firestone Indy Lights Championship | Stefan Johansson Motorsports       | Lola T97/20 (Buick)     | 12:a/43p     | 2:a på Homestead (Race 2)           |
| 1997                                             | Swedish Touring Car Championship            | Flash Racing                       | Ford Mondeo Ghia        | 17:e/8p      | 8:a på Knutstorp (Race 1)           |
| 1998                                             | Camaro Cup                                  | ?                                  | Chevrolet Camaro        | -/0p         | ?                                   |
| 1999                                             | Renault Sport Clio Trophy                   | ?                                  | Renault Sport Clio      | 24:a/6p      | ?                                   |
| 2009                                             | Porsche Carrera Cup Scandinavia             | IPS Motorsport                     | Porsche 911 GT3 Cup 997 | 3:a/326p     | Sex segrar                          |
| 2010                                             | Porsche Carrera Cup Scandinavia             | IPS Motorsport                     | Porsche 911 GT3 Cup 997 | 2:a/409p     | Nio segrar                          |
| 2010                                             | Swedish GT Series - GTA                     | Mattsson Fasteners                 | Porsche 911 GT3 Cup 997 | 7:a/16p      | 1:a på Anderstorp (Race 2)          |
| 2010                                             | VLN Endurance                               | Schubert Motorsport                | BMW 320d                | -/0p         | 1:a på ?                            |
| 2011                                             | Swedish GT Series - GTA                     | WestCoast Racing                   | BMW Z4 GT3              | 4:a/15p      | Tre segrar                          |
| 2011                                             | VLN Endurance                               | Need for Speed Schubert Motorsport | BMW 320d                | -/0p         | ?                                   |
| 2011                                             | Nürburgring 24-timmars – SP9 GT3            | Need for Speed Schubert Motorsport | BMW Z4 GT3              | Bröt         | Bröt                                |
| 2011                                             | ADAC GT Masters                             | WestCoast Racing                   | BMW Z4 GT3              | 43:a/2p      | 9:a på Assen (Race 1)               |
| 2012                                             | TTA – Elitserien i Racing                   | BMW Dealer Team WCR                | BMW M3 TTA              | 4:a/85p      | 1:a på Anderstorp                   |
| 2013                                             | Scandinavian Touring Car Championship       | WestCoast Racing                   | BMW M3 TTA              | 6:a/105p     | 2:a i Falkenberg (Race 2) och Tierp |
| 2014                                             | Scandinavian Touring Car Championship       | WestCoast Racing                   | BMW M3 TTA              | 2:a/246p     | 1:a i Mantorp (Race 1)              |
| Senast uppdaterad: 2014-12-01 (3700 dagar sedan) |                                             |                                    |                         |              |                                     |